# Keamou Bogola Haba
Pour les articles homonymes, voir Haba.
Keamou Bogola Haba, né en 31 août 1975 est un consultant, activiste et homme politique guinéen.
Il est Ministre de la Jeunesse et des Sports au sein du Gouvernement Bah Oury depuis le 13 mars 2024.

## Biographie
Bogola Haba, née en 1975 en Guinée a fait ses etudes à l'école primaire de Bowe Nord et de Womey à Nzérékoré pour le CEE, le collège poudrière et le collège Amilcar Cabral de Mamou jusqu'a l'obtention du BEPC. Il fait les lycée Felix Roland Moumie de Nzérékoré pour le baccalauréat I puis le lycée Kipe de Conakry pour son baccalauréat II.
De septembre 1996 en septembre 2000, Bogola Haba fait ses études universitaire a l’université Gamal Abdel Nasser de Conakry d'ou il est diplômé d'une maîtrise en science économique.

## Parcours professionnel
Bogola Haba est de septembre 2002 en mars 2007, successivement comptable de l'usine à coyah, comptable au siège, chef comptable par intérim, assistant contrôle de gestion puis responsable contrôle de gestion de Nestlé Guinée SA.
D'avril 2007 en septembre 2008 à Conakry, il est fait directeur finances et contrôle de la société Nestlé Coastal Cluster i.e.
Directeur finances et contrôle de Nestle Cluster dans plusieurs pays d’Afrique notamment à Douala au Cameroun d'octobre 2008 en juillet 2013, à Ouagadougou au Burkina Faso d’août 2013 en avril 2016.
À Accra au Ghana, il devient directeur régional contrôle interne, conformité et gestion de risques de Nestlé Afrique Centrale et Afrique de l’Ouest, expatriation et membre du comité de direction de la finance et du contrôle de la région de mai 2016 en juin 2019.
Depuis 2020, président Fondateur de LABENIE Group S.A.S.U.

## Ministre
Le 13 mars 2024, il accède par décret à la fonction de ministre de la Jeunesse et des Sports, en remplacement de Béa Diallo,.

## Activiste
Bogola Haba a été porte parole de l'ANAD jusqu’à la création le 14 mai 2022 à Coyah le Front national pour la défense de la transition dont il est le président fondateur,.